# Can Flequer i Can Pantiquet
Can Flequer i Can Pantiquet és un antic conjunt residencial rural, avui integrat en el nucli urbà de Mollet del Vallès (Vallès Oriental). Dels diversos edificis destaquen les masies de Can Flequer i de Can Pantiquet protegides com a bé cultural d'interès local.

## Descripció

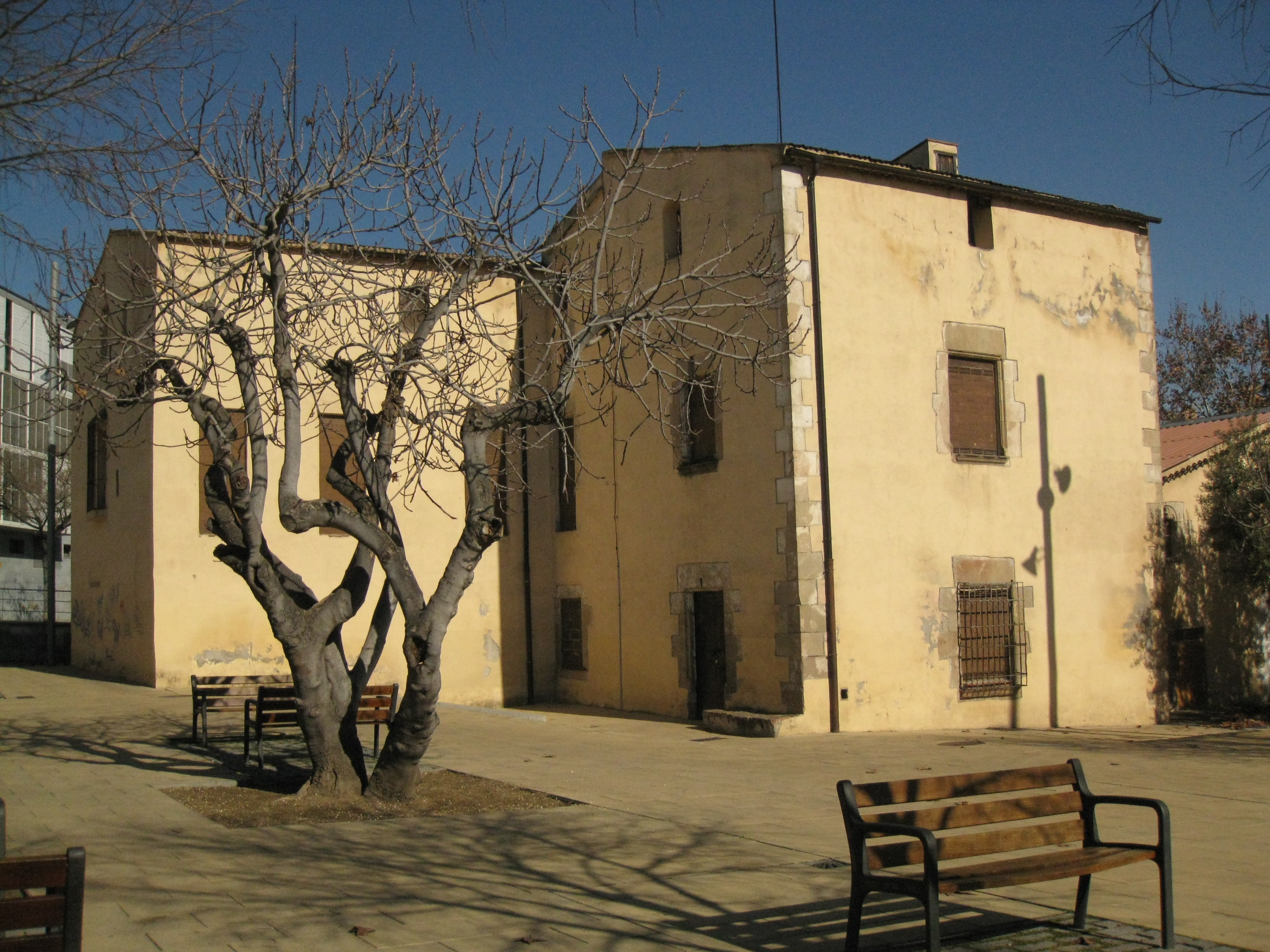
Can Pantiquet

És un conjunt format per diversos edificis dels quals en destaquen dos. Can Flequer és de planta quadrangular, de dues plantes d'alçada i coberta a dues vessants de teula àrab. Destaquen el portal i finestral central. Can Pantiquet té tres plantes d'alçada, forma quadrangular i coberta a dues vessants. Ambdós tenen murs de càrrega de paredat comú, sostres i cobertes amb bigues i cabirons de fusta. La relació dels dos edificis crea dues places independents. Alguns annexes de les dues masies no tenen valor arquitectònic.

## Història
L'ús original del conjunt és residencial amb dependències annexes per l'activitat agrícola i producció artesanal. Aquestes edificacions rurals estan avui en un espai plenament urbà habilitat per a equipaments col·lectius. L'estat de conservació de Can Flequer és bo, el de can Pantiquet no tant.